# Мато Гросо до Сул
Мато Гросо до Сул (на португалски: Mato Grosso do Sul, или в превод на български „Южен Мато Гросо“, изговаря се по-близко до Мату Гросу ду Сул) е един от 26-те щата на Бразилия. Разположен е в югозападната част на страната. Столицата му е град Кампо Гранде. Мато Гросо до Сул е с площ от 357 124,96 km2 и население от 2 265 021 души (2006).

## История
Щатът е формиран в резултат на отделяне на територия от друг щат – Мато Гросо през 1979 година. Тъй като отделената територия заема южната част на Мато Гросо, новоформираният щат приема името „Южен Мато Гросо“ (Мато Гросо до Сул).

## Административно деление
Щата е поделен на 4 региона, 11 микрорайона и 78 общини.

## Население
Населението му към 2006 г. е 2 265 021 души. От тях:
- бели – 1 179 000 (51,1%)
- мулати – 963 000 (41,8%)
- чернокожи – 122 000 (5,3%)
- индианци и азиатци – 39 000 (1,7%)